# Henriette Tirman
Jeanne-Henriette Tirman (Charleville-Mézieres (Ardenne), 9 de julio de 1875 - Sèvres (Hauts-de-Seine), 30 de octubre de 1952) fue una pintora y grabadora francesa.

## Biografía
Henriette Tirman fue una pintora, grabadora e ilustradora posimpresionista asociada con figuras del Círculo de Bloomsbury.
Era hija del doctor Charles-Louis-Henry Tirman y de Berte Hanonet de La Grange y también sobrina del senador Louis Tirman (1837–1899). Vivió con la familia de su hermano, el Consejero de Estado Alexandre-Louis-Albert Tirman (1868-1939) en París, 22 rue de l'Yvette.
Su arte fue influenciado por Cézanne. Su manera de pintar se inspiraba en las ideas de Cézanne de composición lógica, tonalidad simple, solidez de volumen y clara separación de planos. Mientras que Matisse representaba los aspectos reflexivos y racionalizados del grupo, Tirman encarnaba un estilo más espontáneo e instintivo.
La pintora expuso en el Salón de los Campos Elíseos a partir de 1897. En 1900 había participado en la Exposición Universal de París. Desde 1906 hasta 1951 expuso sus pinturas en el Salon d'Automne y en el Salon Société Nationale des Beaux-Arts.
Desde 1907 exponía en el Salon des Indépendants donde sus pinturas estaban junto a las de Henri Matisse, René Schützenberger, Maurice de Vlaminck, Robert Delaunay, Othon Friesz, Wassily Kandinsky, Paul Signac, Georges Braque, Raoul Dufy, Henri Manguin, Georges Braque, Louis Valtat, Charles Camoin, Albert Marquet, Félix Vallotton y otros artistas.

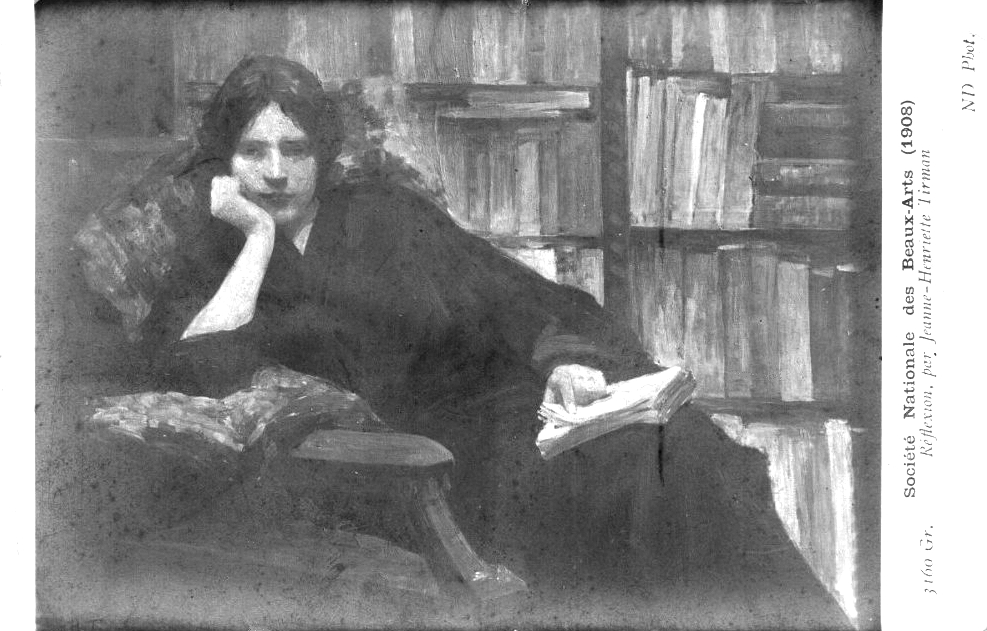
Jeanne-Henriette Tirman, Réflexion (autorretrato), Salón (SNBA) 1908

En 1915 participó en la Exposición de Arte Francés y Belga Exposición Internacional Panamá-Pacífico. En 1919 estuvo trabajando en ilustraciones para el periódico La Gerbe, utilizando la técnica de la xilografía, junto con Paul Signac, Henri Ottmann y otros pintores. En 1920, Tirman expuso en la Galería Marcel Bernheim junto con Henri Manguin, Henri Ottmann y otros.
Desde la década de 1920, Henriette Tirman expuso todos los años en el Salón de las Tullerías en París.
En 1933 participó en el Salón de Echanges. Al mismo tiempo, en compañía de su amiga Sonia Lewitska (1880-1937), colabora con André Fau y Francis Thieck en decoración de interiores sugiriendo los servicios de pintores de su círculo más cercano: Raoul Dufy, André Lhote, André Hellé y Jean Marchando. De esta manera apoyó a sus amigos en tiempos difíciles, con el país en crisis económica.
También formó parte del grupo de artistas llamado Artistes de ce Temps, como Othon Friesz, y expuso en el Petit Palais en 1935.
En 1937, Henriette Tirman junto con varios amigos crea en su casa de París (en el n.º 22 rue de l'Yvette) la Sociedad de Amigos Sonia Lewitska, que organiza en 1938 dos exposiciones retrospectivas de la artista en la Galería Sagot - Le Garrec.
Tras el fallecimiento de su hermano en 1939, se traslada a Sèvres (Seine-et-Oise), con la señora Berthe-Marie Cazin esposa del ceramista Jean-Michel Cazin, y vive en su casa en el 30 de la avenida de Bellevue.
Fue reconocida con el rango de Officier d'Academie.

## Ilustraciones
- La Bhagavadgita
- Bodhicaryavatara[28]
- Shantideva, La Marche à la lumière (La marcha a la luz)
- Rudyard Kipling, Lettres du Japon (diseño de páginas)
- Sainte-Beuve, Retratos de mujeres[29]
- Jean Cocteau, Bertrand Guégan (1892-1943); L'almanach de Cocagne pour l'an 1920-1922, Dédié aux vrais Gourmands Et aux Francs Buveurs (1921)[30]
- La Gerbe (Nantes), publicación periódica.